# Кавадарчани
Кавадарчани (единствено число кавадарчанец/кавадарчанка) са жителите на град Кавадарци, Северна Македония. Това е списък на най-известните от тях.

## Родени в Кавадарци
А — Б — В — Г — Д –
Е — Ж — З — И — Й –
К — Л — М — Н — О –
П — Р — С — Т — У –
Ф — Х — Ц — Ч — Ш –
Щ — Ю — Я

### А
- Андон Дончевски (р. 1935), северномакедонски футболист и треньор
- Ангел Чемерски (1923 – 2005), югославски политик
- Александър Ицев (р. 1921), югославски партизанин и политик
- Александър Кръстевски-Кошка (1932 – 2003), северномакедонски историк
- Атанасиос Капетанопулос, гръцки андартски капитан[1]
- Атанас Божков (? – 1913), български учител и революционер
- Атанас Калчев (около 1883 – 1944), български революционер

### Б
- Благой Видов (1903 – 1980), български революционер

### В
- Ване Тенекеджиев, български революционер, деец на ВМОРО, загинал преди 1918 г.[2]
- Васил Диме, арестуван преди април 1904 година, осъден като „член на бунтовническата организация“, амнистиран с общата амнистия от 12 април 1904 година[3]
- Васил Хаджиманов (1906 – 1969), македонски музиколог
- Весна Пемова (р. 1960), лекарка и политик от Северна Македония
- Владимир Даскалов, български евангелски протестантски деец
- Владимир Илиев (около 1885 – ?), български просветен деец
- Владимир Митков (р. 1931), югославски политик
- Върбица Стефанов, северномакедонски баскетболист

### Г
- Глигор Даскалов, комунистически деец
- Глигор Чемерски (р. 1940), виден северномакедонски художник
- Григор Анастасов (1877 – ?), български революционер, общественик и югославски политик

### Д
- Даниела Колева (р. 1980), северномакедонски политик
- Димитър Апостолов (1878 – 1947), български революционер
- Добри Даскалов (1882 – 1912), български революционер

### Е
- Ефрем Галев (? – 1903), български революционер от ВМОРО
- Ефтим Манев, български революционер
- Ефтим Манев (1931 – 2010), северномакедонски писател
- Ефтим Темков (1875 – ?), български революционер от ВМОРО

### И
- Иван Анастасов (1908 – 1979), български лекар-радиолог
- Иван Велков (? – 1907), български революционер
- Иван Илиев (1885 – ?), български революционер от ВМРО
- Иван Мазов (1923 – 1977), югославски политик и журналист
- Илия Добрев (1894 – ?), български офицер, полковник
- Илия Каровски (1926 – 2012), културен деец
- Илия Мишев (1884 – ?), български революционер от ВМОРО
- Илия Чулев (1908 – 1950), деец на ВМРО (обединена) и НОВМ
- Илия Караджов (1871 – ?), български революционер, войвода на ВМОРО

### Й
- хаджи Йован Грозданов, (средата на XIX век – I половина на XX век), български търговец и обществен деец, потомък на Даскал Камче
- Йордан Анастасов (1893 – 1976), български общественик и политик
- Йордан Недков, български революционер, деец на ВМОРО, загинал преди 1918 г.[2]

### К
- Киро Атанасовски (1923 – 1944), югославски партизанин, народен герой на Югославия
- Киро Спанджов (1915 – 1943), югославски партизанин
- Киро Хадживасилев (1921 – 2000), югославски политик

### Л
- Лазар Димов (1884 – ?), български революционер от ВМОРО
- Лазар Мишев (1881 – 1951), български революционер
- Лазар Ридов – Асията (1884 – пр. 1918), български революционер, деец на ВМОРО
- Лазар Чулев (р. 1958), икономист и български активист от Северна Македония[4]
- Лазо Каровски (1927 – 2000), фолклорист, поет и писател от Република Македония

### М
- Мария Попатанасова (около 1877 – ?), българска учителка
- Марян Гьорчев (р. 1956), северномакедонски политик
- Мери Лазарова (р. 1984), северномакедонска стоматоложка и политик
- Милан Недков (1931 – 2018), северномакедонски юрист
- Милан Попмихайлов (1881 – 1903), български революционер
- Мито Мицайков (р. 1923), югославски и български партизанин
- Мито Хадживасилев (1922 – 1968), югославски политик
- Михаил Темков (? – ?), български лекар
- Михаил Шкартов (1884 – 1936), български революционер

### Н
- Никола Минчев (1915 – 1997), югославски политик
- Никола Петров (Петрев), български революционер, четник на Лазар Тодоров в 1914 година,[5] четник и в 1915 година[6]

### П
- Петър Аврамов (Πέτρος Αβραμίδης), гръцки андартски капитан[7]
- Петър Мазев (1927 – 1993), художник от Република Македония
- Петър Ангелов (р. 1977), северномакедонски хандбалист
- Петър Хаджийорданов, български просветен деец и революционер, деец на ВМОРО

### Р
- Райна Алексова (1882 – 1959), българска фармацевтка

### С
- Соня Гелова Стоянова (р. 1964), северномакедонски политик, депутат от ВМРО-ДПМНЕ
- Стоян Андов (р. 1935), северномакедонски политик, председател на Събранието на Република Македония

### Т
- Тодор Атанасовски (р. 1924), югославски партизанин

### Х
- Христос Аврамидис (1892 – 1986), гръцки политик и офицер
- Христо Радев (1917 – ?), български журналист

### Я
- Янаки Илиев (? – 1905), български революционер

## Починали в Кавадарци
- Димче Мирчев (1914 – 1944), югославски партизанин, народен герой на Югославия
- Киро Атанасовски (1923 – 1944), югославски партизанин, народен герой на Югославия
- Любен Апостолов (1895 – 1945), български военен деец и полковник
- Пенчо Стоев Цанин, български военен деец, старши подофицер, загинал през Първата световна война[8]
- Ристо Соколов (1957 – 2015), художник от Република Македония

## Други
- Хаджи Никола и Маню Марков, български революционери, четници на Филип Тотю от Кавадарско[9]